# Tillandsia borinquensis
Tillandsia borinquensis là một loài thực vật có hoa trong họ Bromeliaceae. Loài này được Cedeño-Mald. & Proctor miêu tả khoa học đầu tiên năm 1999.